# Kristina von Holt
Kristina von Holt (* 20. Oktober 1972 in Zürich) ist eine Schweizer Schauspielerin.

## Leben und Karriere
Von Holt besuchte von 1991 bis 1992 die Scuola di Teatro in Venedig. Ab 1994 studierte sie an der Hochschule für Musik und Theater Zürich, die sie 1998 mit einem Diplomabschluss als Schauspielerin verliess. Weiterhin nahm sie an einem Method Acting-Workshop bei Sarah Eigermann am Lee Strasberg Institut in New York sowie an einem Camera Acting-Workshop in Köln und einer Sommerakademie in Kanada teil.
Kristina von Holt war drei Jahre Ensemblemitglied beim Theater Kanton Zürich, spielte 2006 am Theater Kosmos und in der Kaserne Basel. Sie spielte mehrere Jahre unter der Regie von Jordi Vilardaga.
1999 spielte sie in der Schweizer Dokumentation Die Zeit mit Kathrin unter der Regie von Urs Graf mit.
Im Jahr 2005 spielte sie an der Seite von Hille Darjes, Leslie Malton und Rebecca Klingenberg im Hörspiel «Ich war in meinem Haus und wartete, dass der Regen kommt» von Jean-Luc Lagarce mit. Regie führte Yves Raeber. Das Stück wurde mehrfach beim Schweizer Radiosender DRS 2 ausgestrahlt.